# Aprostocetus procerae
Aprostocetus procerae är en stekelart som först beskrevs av Jean Risbec 1951.  Aprostocetus procerae ingår i släktet Aprostocetus och familjen finglanssteklar. Inga underarter finns listade i Catalogue of Life.